# Vivel del Río Martín
Vivel del Río Martín ist eine spanische Gemeinde in der Provinz Teruel, die zur Autonomen Region Aragonien gehört. Sie ist Teil der Comarca (Kreis) Cuencas Mineras. Vivel del Río Martín hatte 2024 63 Einwohner. Zur Gemeinde gehört neben dem gleichnamigen Hauptort die Ortschaft Armillas. 

## Lage
Vivel del Río Martín liegt circa 55 Kilometer nordnordöstlich der Provinzhauptstadt Teruel in einer Höhe von ca. 970 m. 

## Bevölkerungsentwicklung
| Jahr      | 1970 | 1981 | 1991 | 2001 | 2011 | 2021 |
| Einwohner | 255  | 191  | 140  | 84   | 89   | 75   |

## Sehenswürdigkeiten
- Rochuskirche

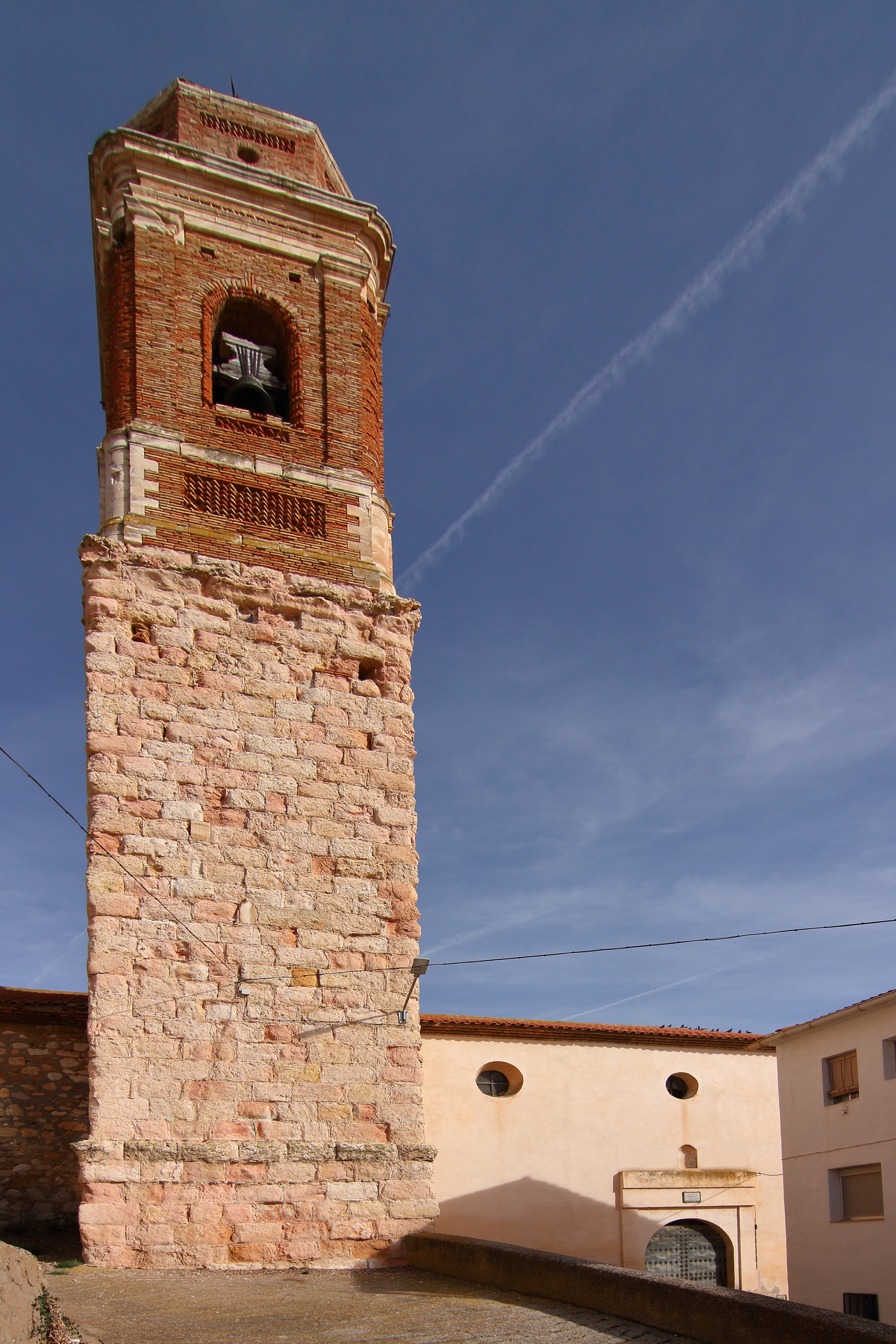
Turm der Rochuskirche
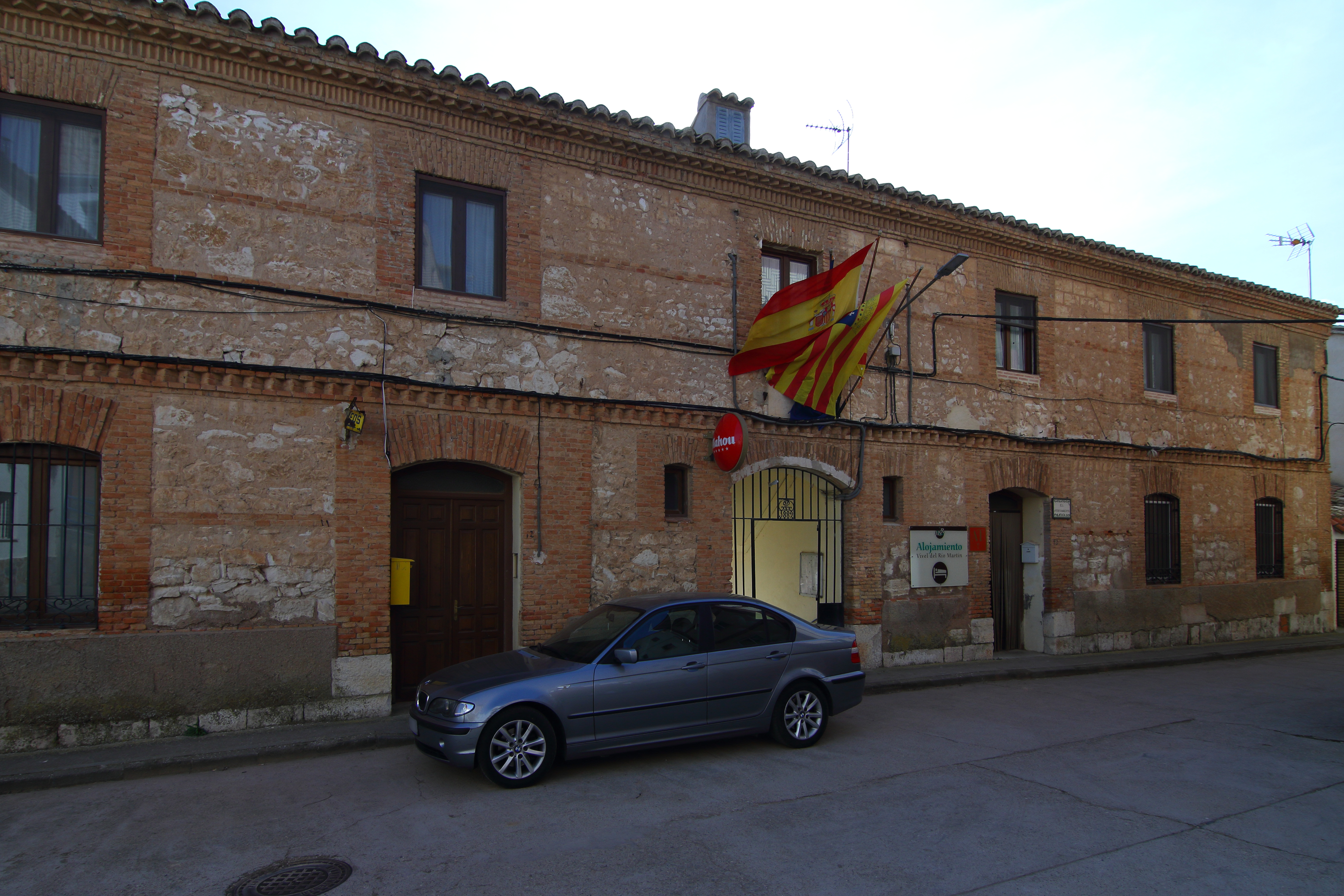
Rathaus